# Annuncio a sant'Anna
L'Annuncio a sant'Anna è un affresco (200x185 cm) di Giotto, databile al 1303-1305 circa e facente parte del ciclo della Cappella degli Scrovegni a Padova. Fa parte delle Storie di Gioacchino e Anna nel registro più alto della parete destra, guardando verso l'altare.

## Descrizione e stile
Le Storie di Gioacchino e Anna si ispirano al Protovangelo di san Giacomo e allo Pseudo Matteo (in latino) e al De Nativitate Mariae, che si ritrovano poi anche, rielaborati, nella Leggenda Aurea di Jacopo da Varazze. Modelli iconografici furono poi manoscritti miniati di origine bizantina, magari attraverso le derivazioni occidentali, anche se l'artista rinnovò profondamente tali modelli applicando la sua sensibilità moderna, in linea con i principi degli ordini mendicanti.
La scena raffigura sant'Anna, donna di mezza età, mentre prega nella sua stanza e un angelo le porta l'annuncio della sua prossima maternità: la coppia, ormai avanti con gli anni, non aveva infatti avuto figli e ciò, secondo la tradizione ebraica, era segno di ignominia e di inimicizia con Dio, fatto che aveva causato a suo marito, Gioacchino, la cacciata dal Tempio di Gerusalemme. L'angelo, secondo lo Pseudo Matteo (2, 3-4), le dice: «Non temere Anna. Dio ha stabilito di esaudire la tua preghiera. Chi nascerà da te sarà di ammirazione per tutti i secoli».
L'iconografia si rifà a quella classica dell'Annunciazione, qui calata in un contesto domestico e quotidiano rappresentato con amorevole cura del dettaglio. Dentro una scatola prospettica, composta da una stanza senza una parete per permettere di vedere l'interno, si vede infatti Anna nella sua stanza con un letto ben rifatto con coperta a righe, disposto tra due cortine appese a stanghe rette da lacci appesi a soffitto a cassettoni, una mensolina, un forziere, una cassapanca, un soffietto e qualche altra suppellettile appesa a chiodi sul muro. La stessa stanza ricompare poi anche nella scena della Natività di Maria. L'angelo si affaccia a una finestrella verso la quale la santa inginocchiata rivolge la sua preghiera. L'ambiente è di una semplicità borghese, che contrasta con la decorazione esterna dell'edificio e con la ricchezza della veste di Anna, di un vivace arancione con bordature dorate. 
La stanza ha una decorazione di tipo classicheggiante, con fregi scolpiti, tetto a spioventi e timpani, di cui quello frontale ha un bassorilievo che mostra un busto di IsaiaIsaia entro un clipeo a forma di conchiglia portato da due angeli in volo (motivo ripreso dai sarcofagi romani con ritratto del defunto e genietti alati). A sinistra si trova la porta di ingresso e un portico con una scala che porta a una terrazza soprastante. Sotto il portico si trova una nota quotidiana, una serva che fila la lana, impugnando una spola e un rocchetto. Questa figura, trattata quasi a monocromo, ha un fortissimo rilievo scultoreo e una forma dilatata sotto il panneggio che sembra anticipare capolavori come la Madonna di Ognissanti. La sua presenza è concretizzata infatti dall'articolazione della veste, con le pieghe tenute in tirare dall'articolazione del ginocchio sinistro. 
La stesura è morbida con un uso intenso dei colori e un sapiente uso delle luci e delle ombre per creare sia la plasticità delle figure, sia la profondità spaziale (si veda l'oscurità nel portico). Paradigmatico è poi, in questa come in altre scene, il rapporto organico tra architettura e figure, ottenendo un risultato unitario.